# Of Flesh and Soul – Charles Aznavour Sings in English
 (mars 2025).
Albums de Charles Aznavour
His Kind of Love Songs
(1966) A Man's Life: Charles Aznavour
(1970)
Of Flesh and Soul – Charles Aznavour Sings in English est le 5e album studio de Charles Aznavour en anglais. Il sort en 1969.
Cet album a également été édité en 1969 sous le titre Aznavour sings Aznavour sous l'étiquette Barclay/France, où la chanson Yesterday When I Was Young remplace A Blue Like the Blue of Your Eyes. L'album présente de nouvelles versions des titres suivants : Love Is New Everyday (2e version), You've Let Yourself Go (4e version), You've Got To Learn (3e version) et Two Guitars (2e version).

## Liste des chansons
| 1. | My hand needs your hand (Ma main a besoin de ta main) | Charles Aznavour / Pierre Roche, Adapt. Buddy Kaye       | 02:48 |
| 2. | Go on laugh, little girl (Tu t'amuses)                | Charles Aznavour / Georges Garvarentz, Adapt. Buddy Kaye | 02:50 |
| 3. | We'll drift away (Alors je dérive)                    | Charles Aznavour / Georges Garvarentz, Adapt. Buddy Kaye | 03:33 |
| 4. | I'll go on loving her (Je l'aimerai toujours)         | Charles Aznavour, Adapt. Buddy Kaye                      | 02:05 |
| 5. | All those pretty girls (Jolies mômes de mon quartier) | Charles Aznavour, Adapt. Buddy Kaye                      | 02:38 |
| 6. | C'est fini (Version anglaise)                         | Charles Aznavour, Adapt. Herbert Kretzmer                | 02:44 |

| 7.  | Love is new everyday (2e version) (L'amour c'est comme un jour)              | Yves Stéphane / Charles Aznavour, Adapt. Marcel Stellman | 03:46 |
| 8.  | You've let yourself go (4e version nouvelle piste voix) (Tu t'laisses aller) | Charles Aznavour, Adapt. Marcel Stellman                 | 03:39 |
| 9.  | You've got to learn (3e version) (Il faut savoir)                            | Charles Aznavour, Adapt. Marcel Stellman                 | 02:44 |
| 10. | Somewhere (Plus rien)                                                        | Charles Aznavour / Georges Garvarentz, Adapt. Gene Lees  | 02:43 |
| 11. | A blue like the blue of your eyes (Plus bleu que le bleu de tes yeux)        | Charles Aznavour, Adapt. Gene Lees                       | 01:59 |
| 12. | Two guitars (2e version) (Les deux guitares)                                 | Charles Aznavour, Adapt. Marcel Stellman                 | 03:40 |